# Triglav
Vous lisez un « bon article » labellisé en 2008.
Pour l’article homonyme, voir Triglav (mythologie).
Le Triglav (littéralement « Trois Têtes »), point culminant des Alpes juliennes et plus haut sommet de Slovénie, s'élève à 2 864 mètres d'altitude ; il est situé au nord-ouest du pays. Véritable symbole national, berceau de plusieurs légendes et terrain de conflits armés, escaladé pour la première fois en 1778, il orne désormais le drapeau de la Slovénie et la face spécifique des pièces de 50 centimes d'euro. Son climat est étudié depuis plus d'un siècle au sommet grâce à un observatoire météorologique ; il se caractérise par une hausse des températures qui fait disparaître progressivement le glacier qui couvre son sommet. Le parc national du Triglav, le seul parc national du pays, entoure la montagne et ses paysages calcaires sur près de 840 km2.

## Toponymie
La montagne est mentionnée pour la première fois dans un texte datant de 1573. Elle a tout d'abord été appelée Trgglou ou Terglav. Ce n'est que vers 1800 qu'elle prend le nom de Triglav qui signifie « Trois Têtes ». Il est également possible que le nom provienne du dieu Triglav (ou Triglaf) qui aurait eu son trône au sommet de cette montagne. La montagne est connue en Italie sous le nom de Monte Tricorno (littéralement « mont à Trois Cornes » ou « Tricorne ») et dans les pays germanophones sous le nom de Dreikopf, traduction littérale du nom du sommet.

## Géographie

### Situation
Le Triglav se trouve au nord-ouest de la Slovénie, dans les régions slovènes traditionnelles de la Haute-Carniole et de Goriška. Il se situe à 60 kilomètres au nord-ouest de Ljubljana et à 55 kilomètres au nord-est d'Udine. La frontière autrichienne (Land de Carinthie) est distante de 15 kilomètres au nord et la frontière italienne (région du Frioul-Vénétie Julienne) de 13 kilomètres à l'ouest. Avec ses 2 864 mètres d'altitude, il est le plus haut sommet du pays et le point culminant des Alpes juliennes, un massif du sud-est des Alpes.
Par son exposition, il est visible à des distances supérieures à 100 kilomètres et, par sa forme typique, il est facilement reconnaissable, notamment depuis le land de Carinthie. De son sommet, il est parfois possible de distinguer parfaitement la mer Adriatique. Le plus proche sommet plus élevé est le Reisseck (2 965 mètres d'altitude). Celui-ci se situe en Autriche à environ 90 kilomètres.

### Topographie

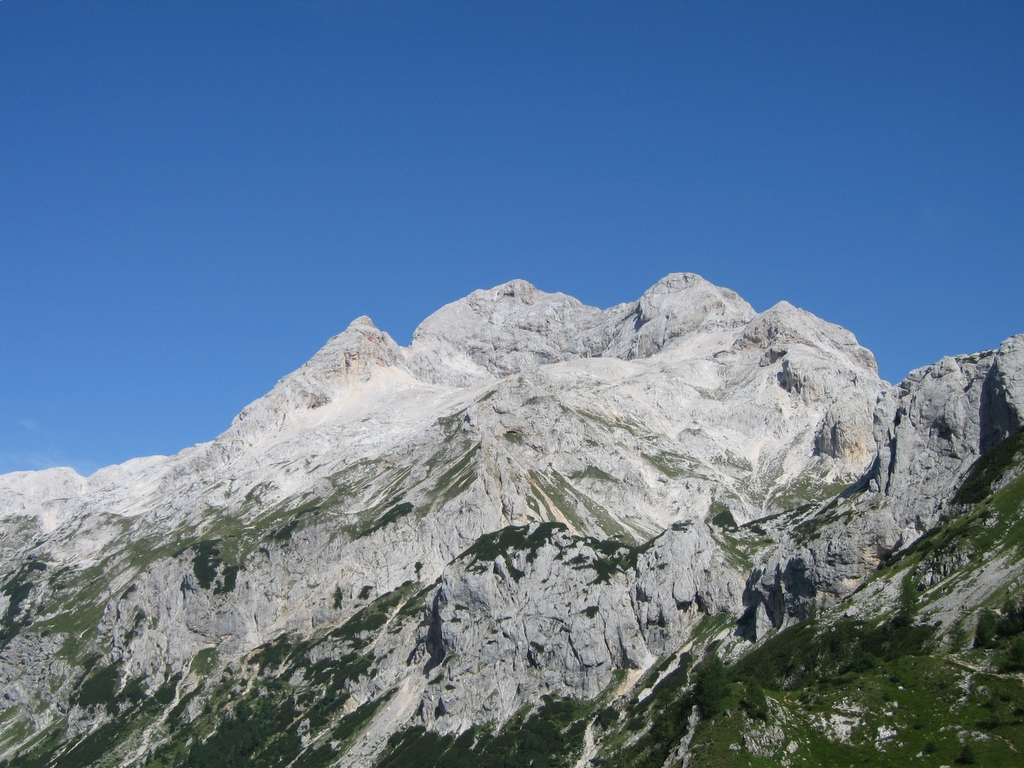
Le sommet du Triglav.

Le Triglav s'élève 100 mètres plus haut que son voisin au sein des Alpes juliennes, le Škrlatica. Il se situe au sud de la haute vallée de la Save, appelée vallée de Vrata, à l'est de la vallée de la Soča ou vallée de Zadnjica, au nord de la localité de Bohinjska Bistrica (vallée de Velska Dolina) et à l'ouest des vallées de Krma et Kot,. La montagne est constituée de trois pics : le Rjavec (2 568 mètres) à l'ouest, le Triglav proprement dit au centre et le Mali Triglav (« Petit Triglav », 2 725 mètres) à l'est. D'une largeur de 3 000 mètres et d'une hauteur de 1 000 mètres, la face nord est constituée d'une des plus grandes falaises d'Europe. Elle abrite un glacier âgé de 500 ans environ, le Zeleni Sneg, qui est actuellement en voie de disparition : en 2003, il se situait entre 2 495 et 2 445 mètres d'altitude pour une surface ramenée à 0,7 hectare alors qu'en 1900 il descendait jusqu'à 2 280 mètres d'altitude et couvrait 32 hectares. Il a fait l'objet de nombreuses études et observations, principalement depuis la fin de la Seconde Guerre mondiale. Des modélisations ont permis de déterminer qu'entre 1952 et 1999, le volume de glace est passé de 1 700 000 à 35 000 m3, l'épaisseur maximale de 45 à 10 mètres et l'épaisseur moyenne de 18 à 3 mètres. En raison du réchauffement climatique, l'apport de neige diminue, la pression qui s'exerce du haut du glacier sur sa base est moins importante et ainsi, sa progression ralentit. En raison de la fonte accélérée, la nature de la glace change : au lieu de se former par tassement de la neige qui lui confère en général une couleur bleutée, elle est issue des cycles de gel et de dégel, ce qui la rend plus grisâtre. La conséquence de ce phénomène est une fissuration du glacier en plusieurs endroits.

### Géologie

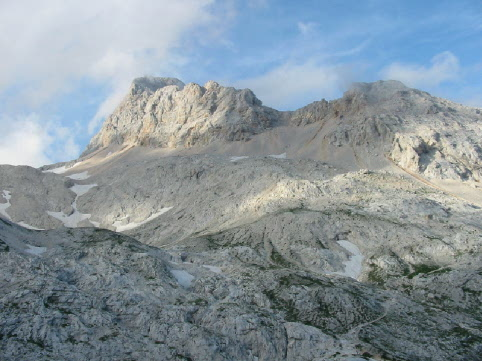
Le paysage calcaire du Triglav.

Le Triglav est composé de roches calcaires particulièrement claires datant du Trias. L'action érosive de l'eau a créé dans ses entrailles un des plus grands réseaux karstiques (kras en slovène) des Alpes : gorges, dolines, grottes, poljés, avens, vallées sèches, résurgences. Les réseaux souterrains complexes, pouvant atteindre des profondeurs largement supérieures à 1 000 mètres, restent pour la plupart partiellement inexplorés.
Les glaciations ont également joué un rôle majeur dans le façonnement du relief, avec la formation de vallées glaciaires en auge, de moraines et la dispersion de roches erratiques.

### Climat
La température ressentie moyenne mesurée sur les cinquante dernières années à 2 500 mètres d'altitude est de −14,3 °C l'hiver et 4,2 °C l'été. Depuis 1955, elle a gagné 0,9 °C tandis que la température absolue a augmenté de 1,4 °C. La tendance est plus sensible en hiver, à cause du vent, avec une hausse de 0,4 °C en relatif tous les dix ans. Au Triglav, les vents dominants viennent du nord-est ; ils apportent une influence continentale. L'hiver, il n'est pas rare d'observer entre quatre et cinq mètres de neige au sommet, le record depuis la création de l'observatoire météorologique ayant été enregistré en avril 2001 avec sept mètres de neige. Mais les mois où il gèle se faisant plus secs et les étés devenant plus pluvieux, la fonte des neiges est accélérée. Ainsi, les précipitations sont les plus importantes entre les mois de juin et novembre alors que les plus faibles sont en moyenne relevées en janvier et février.
| Mois                                   | Janv | Fév  | Mars | Avr  | Mai | Juin | Juil | Août | Sept | Oct | Nov  | Déc  | Année |
| -------------------------------------- | ---- | ---- | ---- | ---- | --- | ---- | ---- | ---- | ---- | --- | ---- | ---- | ----- |
| Températures moyennes 1981-1990 (°C)   | -7,7 | -8,6 | -6,7 | -4,2 | 0,2 | 3,2  | 6,7  | 6,3  | 4,3  | 1,4 | -3,8 | -6,2 | -1,3  |
| Températures moyennes 1991-2000 (°C)   | -6,1 | -7,3 | -6,2 | -3,9 | 0,9 | 4,3  | 6,5  | 7,3  | 3,5  | 0,4 | -4,1 | -6,1 | -0,9  |
| Températures moyennes 2007 (°C)        | -3,6 | -5,5 | -5,7 | 0,4  | 2,3 | 5,6  | 7,5  | 6,7  | 1,6  | 0,0 | -5,7 | -7,2 | -0,3  |
| Précipitations moyennes 1981-1990 (°C) | 110  | 106  | 126  | 158  | 228 | 220  | 188  | 241  | 228  | 210 | 173  | 159  | 2 147 |
| Précipitations moyennes 1991-2000 (°C) | 72   | 64   | 108  | 146  | 152 | 215  | 234  | 177  | 216  | 294 | 237  | 118  | 2 032 |
| Précipitations moyennes 2007 (°C)      | 81   | 75   | 158  | 30   | 115 | 221  | 285  | 230  | 313  | 129 | 88   | 36   | 1 761 |

### Faune et flore

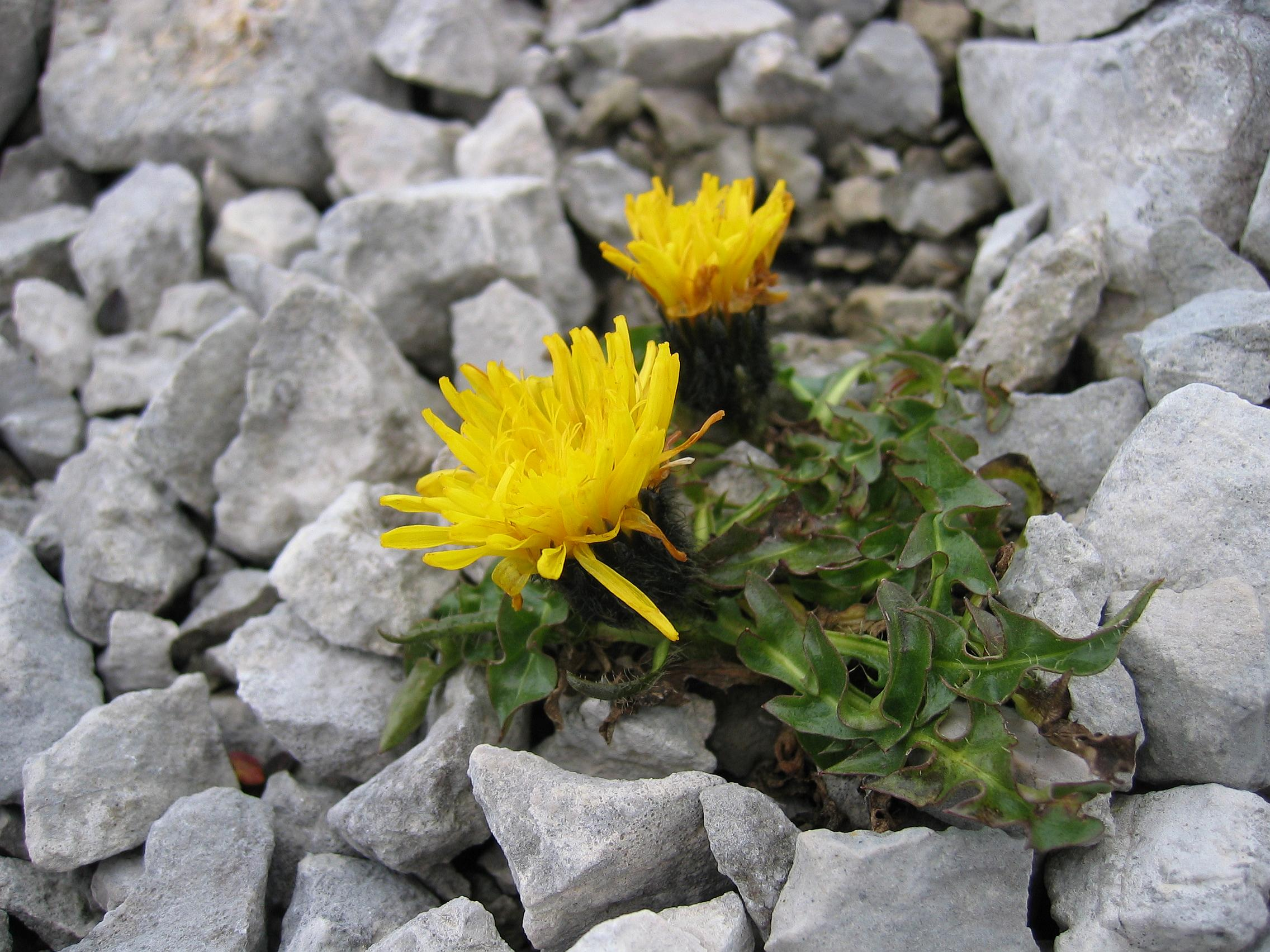
La Crépide du Triglav.

La montagne abrite les espèces du parc national du Triglav les mieux adaptées à l'altitude. Ainsi la forêt est composée principalement d'épicéas, de mélèzes et de pins nains. Au-delà, la Crépide du Triglav (Crepis terglouensis) est une espèce endémique vivant jusqu'à plus de 2 200 mètres d'altitude dans les éboulis calcaires et donne des fleurs de couleur jaune en juillet-août. Elle pousse au niveau de l'étage alpin, tout comme l'Edelweiss, l'orchidée, la gentiane ou la campanule. Certaines de ces espèces très rares sont des espèces menacées d'extinction et il est interdit de les cueillir dans le parc. Parmi les animaux vivant à haute altitude se trouvent le bouquetin, le mouflon, le chamois, le lynx et la marmotte chez les mammifères, l'aigle royal, le vautour fauve, le Grand Tétras et le Tétras lyre parmi les oiseaux,.

## Histoire
Après une tentative infructueuse en 1777 par le professeur Belsazar Hacquet, la première ascension est réussie le 26 août 1778 par trois habitants de la localité de Bohinjska Bistrica, Luka Korošec, Matija Kos, Štefan Rožič et l'Allemand Lovrenc Willomitzer, sur une initiative du naturaliste Žiga Zois de Ljubljana. À cette époque, la région fait partie du duché de Carniole, possession des Habsbourg. Un monument en l'honneur de ces hommes commémore l'évènement au bord du lac de Bohinj. La face Nord a joué un rôle important dans le développement de l'alpinisme et a été vaincue en 1890 par Ivan Berginc-Štrukelj, natif de la vallée de Trenta, même si la première ascension officiellement homologuée est l'œuvre de F. König, H. Reinl et K. Domenigg, le 10 juillet 1906. Par la suite de nombreuses autres voies ont été réussies au cours du XXe siècle.
Au cours du XVIIIe siècle, le Triglav est le théâtre de révoltes paysannes et de l'opposition entre la république de Venise et l'Autriche des Habsbourg. Des combats s'y déroulent pendant la Première Guerre mondiale. Durant l'entre-deux-guerres, il devient le symbole de la division pour les Slovènes. À la suite du traité de Rapallo en 1920, le sommet est traversé par la frontière entre le royaume d'Italie et l'État des Slovènes, Croates et Serbes. Au cours de la Seconde Guerre mondiale, elle continue à servir de démarcation entre l'Italie et les troupes d'invasion de l'Allemagne nazie. Les maquisards réfugiés dans les montagnes, comprenant les brigades Prešeren et Cankar, coiffés de la triglavka, livrent des batailles féroces. Le sommet devient le symbole de la rébellion nationale, avant de devenir celui de l'indépendance.

## Activités

### Alpinisme

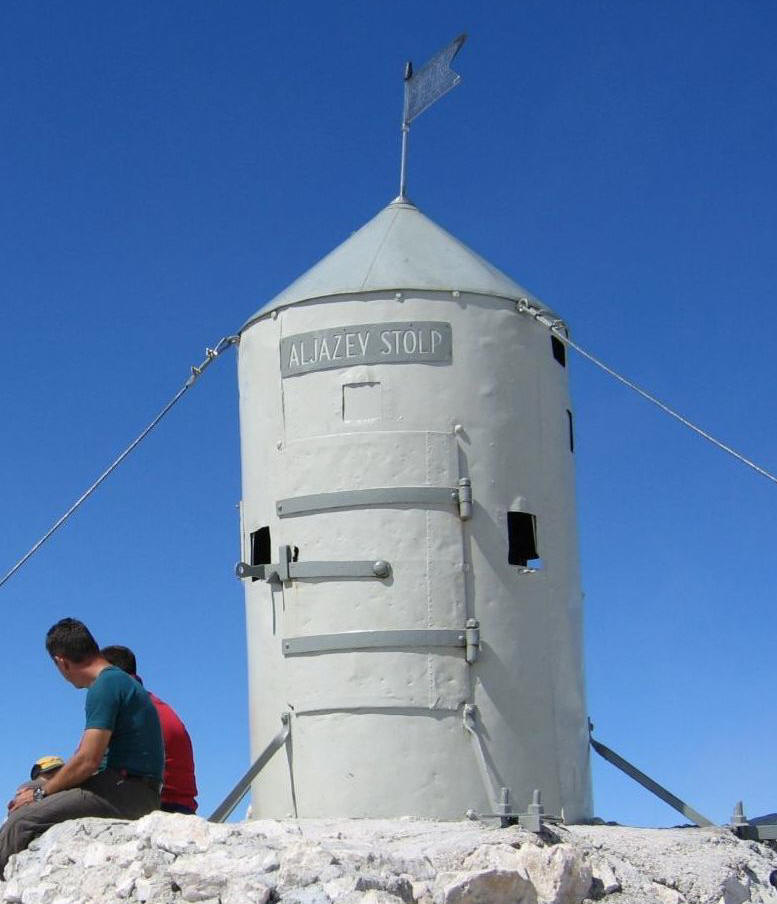
Le bivouac au sommet.

Au sommet se trouve l'Aljažev stolp (ou « tour d'Aljaž »), un bivouac cylindrique, symbole important du pays. Il offre aux alpinistes, durant les tempêtes, un refuge de courte durée. Il a été dessiné et édifié le 7 août 1895 par Jakob Aljaž, un prêtre de Dovje, près de Kranjska Gora. Son but était, après avoir acquis la propriété du sommet ainsi que celui du Kredarica pour la somme de cinq florins austro-hongrois, de protéger la montagne et de revendiquer l'existence d'une nation slovène. La structure de métal a été construite par Anton Belec de Saint Vid. Cinq ans plus tard, elle est officiellement désignée monument culturel et historique, puis offerte par Aljaž à la Slovensko planinsko društvo (Société slovène d'alpinisme). Elle est restaurée en 1922 par Alojz Knafelc qui eut l'idée d'y ajouter un pavillon. Lors de la proclamation de l'indépendance, en juin 1991, le drapeau slovène est solennellement hissé à la tour. Le 5 octobre 1999, elle est proclamée site d'importance culturelle nationale pour la Slovénie.
Il existe quatre autres refuges dans les environs immédiats du sommet. Le Dom Valentina Staniča, à 2 332 mètres d'altitude, au nord-est du sommet, est entièrement en pierre. Le premier bâtiment a été construit en 1887 par le club alpin germano-autrichien, avant d'être étendu en 1967. Il offre 136 lits de début juillet à fin septembre. Le Kredarica, à 2 515 mètres d'altitude, à l'est du sommet, a été construit en 1896 par le club alpin slovène. Il a été agrandi plusieurs fois et, en 1992, une chapelle a été aménagée près du refuge. Il offre 300 lits tout au long de l'année sous la responsabilité des météorologues. Le Planika se situe à 2 401 mètres d'altitude, au sud-est du sommet. Le premier bâtiment a été ouvert en 1871. Il a changé de nom plusieurs fois et a été agrandi et rénové à plusieurs reprises. Il offre 74 lits de fin juin à fin septembre. Le Dolič se situe à 2 151 mètres d'altitude sur le col du même nom, au sud-ouest du sommet. Il a été érigé par des Italiens en 1930, rénové en 1948, détruit par une avalanche en 1951 et déplacé de 1952 à 1953. Il est alors renommé Tržaška Koča (« refuge de Trieste »). Il a été en grande partie détruit par une avalanche durant l'hiver 2008-2009 ; une petite partie du refuge, possédant une trentaine de lits au lieu des 144 avant l'avalanche, a rouvert depuis. Il est ouvert de fin juin à début octobre.
L'itinéraire le plus court pour atteindre le sommet part de la vallée de Vrata, mais l'itinéraire le plus facile, qui est également le plus long avec sept kilomètres, part de la vallée de Krma. Les voies les plus difficiles sont sans conteste celles ouvertes sur toute la largeur de la face Nord. Elle est formée de trois piliers rocheux, les « colonnes » slovène, centrale et allemande. Une des voies les plus récentes s'appelle Čopov steber (« pilier de Čop »), ouverte en 1945. Les voies les plus raides se situent à l'ouest de la face Nord ; une des plus fameuses s'appelle Sfinga (« le Sphinx »).

### Protection environnementale
Le Triglav se situe au cœur de l'unique parc national slovène, le parc national du Triglav, au nord-ouest du pays. Sa superficie de 83 807 hectares représente 4 % de la superficie du pays. La création de la première zone protégée du parc remonte à 1924. Il permet non seulement de protéger la région mais aussi de faciliter la réalisation de nombreuses recherches scientifiques. Dans ce parc employant 51 personnes habitent 2 352 habitants vivant essentiellement du tourisme et de l'agriculture durable. La gestion du parc national est sous la responsabilité d'un organisme public basé à Bled. Celui-ci dépend du Ministère de l'Environnement et du Territoire de Slovénie.

### Études climatologiques

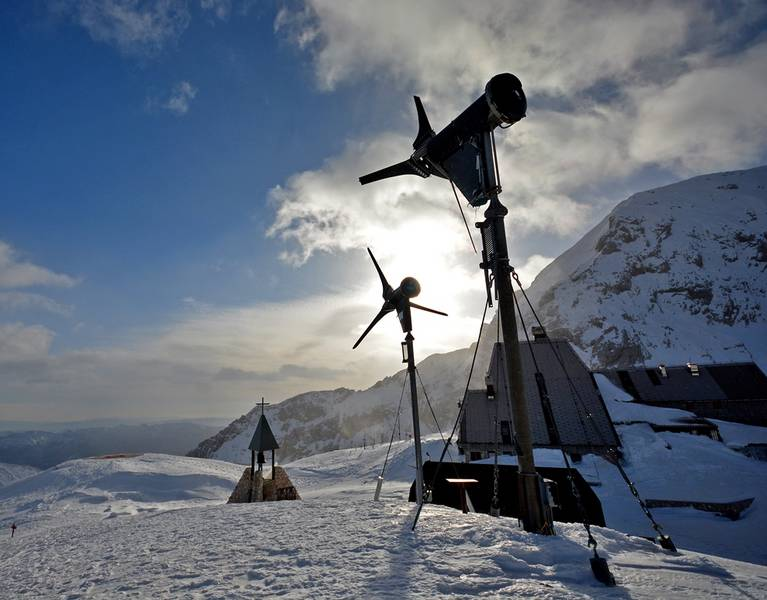
Vue d'équipements météorologiques à l'observatoire météorologique de Kredarica.

L'observatoire météorologique de Kredarica, situé à 2 514 mètres d'altitude, est le plus haut de Slovénie. Depuis 1896, soit un an seulement après la construction du refuge, il enregistre les conditions climatiques affranchies en haute altitude de l'influence humaine locale. Le tout premier gardien, Anton Pekovec, ne pouvait réaliser ses mesures que durant la période estivale d'ouverture du refuge. Entre 1912 et la fin de la Seconde Guerre mondiale, les enregistrements sont arrêtés. Ils reprennent en 1954 avec l'installation de l'institut hydrométéorologique de Slovénie, d'abord trois fois par jour toute l'année, puis en continu 24 heures sur 24 depuis 1991. En 1994, les mesures sont automatisées. Après sa rénovation en 1983, le refuge et la station gardent tout leur intérêt pour les prévisions météorologiques destinées aux alpinistes, pour l'observation des changements climatiques et l'étude de l'évolution du glacier situé à 500 mètres.
Ainsi, l'observatoire a pu mettre en évidence la hausse des températures sur les cinquante dernières années, confirmant la tendance mesurée dans plusieurs autres stations de haute altitude en Europe.

## Culture populaire
« Le Triglav n'est pas seulement une montagne, c'est un royaume. »

— Julius Kugy, Iz mojega življenja v gorah (« De ma vie dans les montagnes »)

Armoiries de la Slovénie.

Pièce slovène de 50 centimes.

C'est dire toute l'admiration que portait ce fameux alpiniste et écrivain slovène, un des plus grands explorateurs des Alpes juliennes, à ce sommet. Et elle ne se détrompe pas : le sommet est devenu un des symboles de la Slovénie, que l'on retrouve sur le blason du drapeau national et sur la pièce de 0,50 euro introduite depuis le 1er janvier 2007. D'après une vieille coutume, chaque Slovène doit y monter au moins une fois dans sa vie, vœu qu'a reformulé Milan Kučan, premier président de la république.
La montagne incarne une vieille divinité slave dénommée Svarog ou Triglav, le dieu « à trois têtes » ; avec sa première tête, il possèderait le ciel, avec la deuxième la terre et avec la troisième, inclinée vers le bas, le monde souterrain. Cette région est également à l'origine de la légende slovène de Zlatorog, le chamois blanc aux cornes d'or, gardien des trésors des Vieux-Slaves,.